# Espluga de les Egües
L'Espluga de les Egües és una cavitat del terme de Conca de Dalt, al Pallars Jussà, dins de l'antic terme d'Hortoneda de la Conca, en territori de l'antic poble d'Herba-savina.
Està situada al vessant sud de Sant Corneli, al capdamunt de la llau de les Collades, al sud-est de les Collades de Baix.